# Murici Futebol Clube
Il Murici Futebol Clube, noto anche semplicemente come Murici, è una società calcistica brasiliana con sede nella città di Murici, nello stato dell'Alagoas.

## Storia
Il club è stato fondato il 7 settembre 1974. Il Murici ha vinto il Campionato Alagoano nel 2010.

## Palmarès

### Competizioni statali
- Campionato Alagoano: 1

2010
- Campeonato Alagoano Segunda Divisão: 1

1998
- Copa Alagoas: 1

2014